# インカムサポート
インカムサポート（Income Support）とはイギリス政府が実施する、労働者年代の低所得者への公的扶助プログラムである。 本プログラムの受給者は、住宅給付、カウンシルタックス減税、児童給付、障碍者介護給付、児童タックスクレジットなどの給付を受ける資格がある。貯蓄が£16,000以上を上回る者はこのプログラムが適用されず、また£6,000以上の貯蓄を持つものは受給額に影響が生じる。
受給者の年齢は、16歳以上、かつ年金クレジット受給年齢以下でなければならず、かつ週あたり労働時間が16時間以下であり、なぜ求職活動を行っていないかを明らかにしなければならない（たとえば5歳以下の児童を持っていたり、誰かが障害給付需給状態であるなど）。

## 片親理由
申請者が片親で、家族に5歳未満の子供を扶養している場合、インカムサポートを受けることができる。この理由でインカムサポート受け取った場合、申請者は週のすべてにおいて子供についての責任を負うとみなされる。

## 学業理由
もし申請者が学生であるか、高等教育を受けている場合、以下の事項であればインカムサポートを受けられる。
- 子供の世話をしている
- 孤児であり、後見人が誰もいない
- 重度の障害のため、仕事に就ける可能性が低い
- 申請者は両親と同居していないか、または援助を受けられていない
- 申請者の両親と連絡を取っていない
- 避けられない理由で両親と同居できず、また誰も申請者と連絡を取ろうとしない

## 金額
2016～2017年時点の週当たり給付額は以下である。
| 対象者                                 | 週あたり金額 |
| -------------------------------------- | ------------ |
| 独身、16–24歳                          | £57.90       |
| 独身、25歳以上                         | £73.10       |
| 片親、16–17歳                          | £57.90       |
| 片親、18歳以上                         | £73.10       |
| 夫婦、18歳以下                         | £57.90       |
| 夫婦、二人とも 18歳未満                | £87.50       |
| 夫婦、二人とも 18歳未満（Higher rate） | £57.90       |
| 夫婦、 18歳以下と 25歳以上             | £73.10       |
| 夫婦、18歳以下と18歳以上（Higer rate） | £114.85      |
| 夫婦、二人とも18歳以上                 | £114.85      |

Higher ratesとは、夫婦のどちらかが児童を育児可能であるとみなされているか、夫婦のどちらかがもし独身であれば以下の給付を受給可能な状態であったとみなされている状態である。
- インカムサポート
- Employment and Support Allowance
- Income Support

## さらに読む
- Colombino, U. (2009). Evaluating alternative basic income mechanisms: a simulation for European countries, Discussion Papers 578, Research Department of Statistics Norway.